# Kraj Kamczacki
Kraj Kamczacki (ros. Камчатский край, Kamczatskij kraj) – jednostka administracyjna Federacji Rosyjskiej utworzona 1 lipca 2007 w wyniku połączenia obwodu kamczackiego i Koriackiego Okręgu Autonomicznego (zwanego w ramach nowej jednostki Okręgiem Koriackim), przeprowadzonego zgodnie z referendum z 23 października 2005. Stolicą kraju jest Pietropawłowsk Kamczacki.

## Położenie
Kraj leży w Dalekowschodnim Okręgu Federalnym, w azjatyckiej części Rosji, administracyjnie granicząc z Czukockim Okręgiem Autonomicznym i obwodem magadańskim.
Położony jest na Półwyspie Kamczackim między Morzem Ochockim a Morzem Beringa. W skład kraju wchodzą również Wyspa Karagińska oraz Wyspy Komandorskie. Znajdują się tu Góry Koriackie oraz Góry Środkowe. Najwyższym szczytem jest czynny wulkan Kluczewska Sopka o wysokości 4570 m n.p.m.

### Strefa czasowa
Kraj Kamczacki do 25 października 2014 należał do strefy czasowej Magadanu (MAGT): UTC+12:00 przez cały rok; po korekcie stref czasowych, od 26 października 2014 kraj należy do kamczackiej strefy czasowej (PETT): UTC+12:00 przez cały rok.

## Ludność
W roku 2010 kraj liczył 322 079 mieszkańców. Udział poszczególnych narodowości w populacji kraju przedstawiał się następująco:
- Rosjanie – 85,9%
- Ukraińcy – 3,9%
- Koriacy – 2,3% – ludność autochtoniczna
- Itelmeni – 0,8% – ludność autochtoniczna
- Tatarzy – 0,8%
- Białorusini – 0,7%
- pozostali – 5%.

## Podział administracyjny

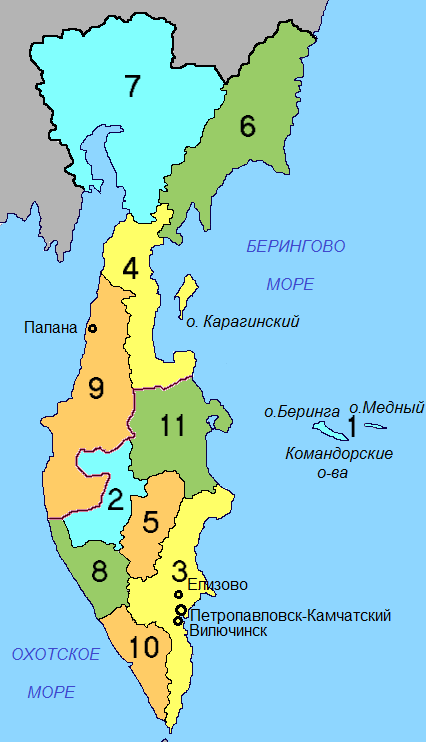
1. rejon aleucki
2. rejon bystryński
3. rejon jelizowski
4. rejon karagiński
5. rejon milkowski
6. rejon olutorski
7. rejon penżyński
8. rejon sobolewski
9. rejon tigilski
10. rejon ust-bolszeriecki
11. rejon ust-kamczacki

- Miasto zamknięte – pod jurysdykcją rządu Federacji
  - Wiluczynsk (Вилючинск)
- Miasta wydzielone – pod jurysdykcją władz Kraju
  - Pietropawłowsk Kamczacki (Петропавловск-Камчатский) – stolica Kraju
  - Jelizowo (Елизово) – centrum administracyjne rejonu jelizowskiego
- Rejony
  - rejon aleucki (Алеутский район)
  - rejon bystryński (Быстринский район)
  - rejon jelizowski (Елизовский район) z osiedlem typu miejskiego Wulkannyj (Вулканный)
  - rejon milkowski (Мильковский район)
  - rejon sobolewski (Соболевский район)
  - rejon ust´-bolszeriecki (Усть-Большерецкий район)
  - rejon ust´-kamczacki (Усть-Камчатский район)

Okręg Koriacki
- Rejony
  - rejon karagiński (Карагинский район) z osiedlem Ossora (Оссора)
  - rejon olutorski (Олюторский район)
  - rejon penżyński (Пенжинский район)
  - rejon tigilski (Тигильский район) z osiedlem typu miejskiego Pałana (Палана)